# Paaransaari
Paaransaari är en ö i Finland. Den ligger i sjön Osmanginjärvi och i kommunen Kiuruvesi i den ekonomiska regionen  Övre Savolax ekonomiska region  och landskapet Norra Savolax, i den centrala delen av landet, 400 km norr om huvudstaden Helsingfors. Öns area är 28,4 hektar och dess största längd är 0,9 kilometer i sydöst-nordvästlig riktning.